# 久杰夫島
久杰夫島是俄羅斯的島嶼，位於伏爾加河口附近的裡海，由阿斯特拉罕州負責管轄，長度23公里、最大闊度5.5公里，與沿岸的小型半島相隔著3公里闊的水道。

## 外部連結
- Location（页面存档备份，存于）
- Geonames （页面存档备份，存于）

45°33′N 47°57′E / 45.550°N 47.950°E